# Baza lotnicza RAF Ramat Dawid
Baza Lotnicza Ramat Dawid (ang. Ramat David Airfield) – dawna baza lotnicza Royal Air Force położona przy mieście Afula, w Dolinie Jezreel na północy Izraela. Obecnie jest to izraelska baza lotnicza Ramat Dawid.

## Położenie
Baza lotnicza była położona w centralnej części Doliny Jezreel w Dolnej Galilei. Leży 8 km na północny zachód od miasta Afula.

## Historia
W wyniku I wojny światowej w 1918 roku cała Palestyna przeszła pod panowanie Brytyjczyków, którzy w 1922 roku formalnie utworzyli na tym obszarze Mandat Palestyny. Niemal natychmiast Brytyjczycy rozpoczęli poszukiwania odpowiedniego miejsca do budowy nowego lotniska, które mogłoby w przyszłości uzupełnić działalność portu lotniczego Lidda. Zwrócono wówczas uwagę na płaski teren położony pośrodku Doliny Jezreel. W połowie lat 30. XX wieku przy pomocy mieszkańców sąsiedniego żydowskiego moszawu Nahalal stworzono prowizoryczny pas startowy. Było to trawiaste lądowisko położone pośrodku pola kukurydzy, które od 1937 roku funkcjonowało jako mała baza wojskowa. Wraz z wybuchem II wojny światowej zaczęła zmieniać się sytuacja geostrategiczna we wschodniej części basenu Morza Śródziemnego. Brytyjskie interesy w Królestwie Egiptu i na całym Bliskim Wschodzie były zagrożone szybkimi postępami natarcia niemieckiego korpusu ekspedycyjnego Afrika Korps generała Erwina Rommela. Prowadził on natarcie w Afryce Północnej w kierunku Kanału Sueskiego. W przypadku brytyjskiej porażki Niemcy mogliby z łatwością wkroczyć do Palestyny i połączyć swoje siły z siłami Vichy we Francuskim Mandacie Syrii i Libanu. Sytuacja wymusiła na Brytyjczykach przyśpieszenie procesu tworzenia nowych baz wojskowych w Palestynie. W 1941 roku rozpoczęto rozbudowę tutejszego pasa startowego. Jednym z pierwszych pilotów, którzy tutaj wylądowali był brytyjski pisarz Roald Dahl. W następujących słowach opisał on swoje wrażenia: „Wylądowałem, zatrzymałem się i wyłączyłem silnik. Nagle, z okolicznych budynków wybiegła gromada głośnych dzieci. Wszyscy skakali, krzyczeli i z entuzjazmem biegli do mnie”. W 1942 roku powstała baza lotnicza Royal Air Force, którą nazwano Ramat Dawid na cześć brytyjskiego męża stanu Sir Dawida Lloyd George’a. Baza powstała w pobliżu ropociągu dostarczającego ropę naftową z Kirkuku w Brytyjskim Mandacie Mezopotamii do Portu Hajfa w Mandacie Palestyny. Jej głównym celem była ochrona strategicznego Portu Hajfa przed nalotami niemieckich samolotów. W jej pobliżu utworzono pomocniczą bazę lotniczą RAF Megiddo (było to awaryjne lotnisko zapasowe).
W Ramat Dawid stacjonował 6 Dywizjon RAF (samoloty myśliwskie Hawker Hurricane), 37 Dywizjon RAF (samoloty bombowe Vickers Wellington), 46 Dywizjon RAF (myśliwce Hawker Hurricane), 74 Dywizjon RAF (wsparcie techniczne dla amerykańskich bombowców), 127 Dywizjon RAF (myśliwce Gloster Gladiator, Hawker Hurricane i Supermarine Spitfire), 154 Dywizjon RAF (myśliwce Supermarine Spitfire), 208 Dywizjon RAF (samoloty zwiadowcze Westland Lysander, myśliwce Hawker Hurricane, Curtiss P-40 Warhawk i Supermarine Spitfire), 213 Dywizjon RAF (myśliwce Hawker Hurricane), 216 Dywizjon RAF (samoloty transportowe Bristol Bombay i Douglas C-47 Skytrain, oraz bombowce Vickers Wellington i Lockheed Hudson), 232 Dywizjon RAF (myśliwce Supermarine Spitfire), 242 Dywizjon RAF (myśliwce Supermarine Spitfire), 243 Dywizjon RAF (myśliwce Supermarine Spitfire), 249 Dywizjon RAF (myśliwce Hawker Hurricane), 294 Dywizjon RAF (morskie ratownictwo lotnicze), 459 Dywizjon RAF (bombowce Lockheed Ventura i Martin Baltimore) i 651 Dywizjon RAF (samoloty zwiadowcze). W listopadzie 1942 roku stacjonowała tutaj amerykańska 415 Eskadra Bombowców, wchodząca w skład 98 Grupy Bombowców. W Ramat Dawid bazowały wówczas ciężkie samoloty bombowe B-24 Liberator, które następnie przegrupowano do Egiptu. Po wojnie z bazy operowały 32 Dywizjon RAF (myśliwce Supermarine Spitfire) i 208 Dywizjon RAF (myśliwce Supermarine Spitfire)  .
W poszukiwaniu skutecznego rozwiązania narastającego konfliktu izraelsko-arabskiego w dniu 29 listopada 1947 roku została przyjęta Rezolucja Zgromadzenia Ogólnego ONZ nr 181. Zakładała ona między innymi, że baza lotnicza RAF Ramat Dawid miała znaleźć się w granicach nowo utworzonego państwa żydowskiego. Arabowie odrzucili tę Rezolucję i dzień później doprowadzili do wybuchu wojny domowej w Mandacie Palestyny, która następnie 15 maja 1948 roku przerodziła się w wojnę izraelsko-arabską (1948-1949). W jej trakcie 22 maja 1948 roku egipskie samoloty myśliwskie Supermarine Spitfire przeprowadziły pomyłkowy nalot na bazę lotniczą Ramat Dawid (uznano brytyjski samolot lądujący na lotnisku za izraelski, wyciągając z tego błędny wniosek, że bazę przejęły już siły żydowskie). W trakcie nalotu Egipcjanie zniszczyli na lotnisku dwa brytyjskie samoloty Spitfire i uszkodzili osiem dalszych maszyn. W ataku tym zginęło 4 Brytyjczyków, co wywołało szok i gniew brytyjskiego dowództwa, które natychmiast poderwało w powietrze eskadrę myśliwską. W walce powietrznej brytyjskie myśliwce (208 Dywizjon RAF) zestrzeliły cztery egipskie samoloty Spitfire. Obrona przeciwlotnicza bazy zestrzeliła piąty myśliwiec.
26 maja 1948 roku Brytyjczycy formalnie przekazali bazę lotniczą Ramat Dawid w ręce żydowskiej organizacji paramilitarnej Hagana, którą reprezentował Joszua Gilutz. Został on pierwszym dowódcą nowej izraelskiej bazy lotniczej Ramat Dawid.